# Lînivka, Borzna
Lînivka (în ucraineană Линівка) este un sat în comuna Hovmî din raionul Borzna, regiunea Cernihiv, Ucraina.

## Demografie
Componența lingvistică a localității Lînivka
     Ucraineană (93,75%)
     Rusă (6,25%)
Conform recensământului din 2001, majoritatea populației localității Lînivka era vorbitoare de ucraineană (93,75%), existând în minoritate și vorbitori de rusă (6,25%).